# EverdreaM ENDLESS RADIO
『EverdreaM ENDLESS RADIO』（エバードリーム エンドレスラジオ）は、2023年7月4日から配信されている映像付きのインターネットラジオ番組。パーソナリティは声優ユニット「EverdreaM」のMisato（松岡美里）とHitomi（関根瞳）。
2023年6月6日から27日まで超!A&G+『超!A&G+マンスリースペシャル』にて配信され、2023年7月4日から『鷲崎健のヨルナイト×ヨルナイト』内のフロート番組として配信されている（いずれも簡易動画付きの配信）。超!A&G+のサービス終了に伴い、『ヨルナイト』の帯番組（火曜 - 金曜未明〈月曜 - 木曜深夜〉）としては2025年3月28日まで配信され、同年4月2日からはニコニコ生放送での週1回配信の『ヨルナイト』のフロート番組として配信中。

## 概要
2023年にロックボーカルユニット「EverdreaM」を結成した、いずれも声優のMisato（松岡美里）とHitomi（関根瞳）がパーソナリティを務めるラジオ番組。同年6月6日から27日まで超!A&G+『超!A&G+マンスリースペシャル』にて計4回配信された後、同年7月4日より『鷲崎健のヨルナイト×ヨルナイト』内のフロート番組としてレギュラー配信を開始した。
本番組は、2人が「10分間の短い夢のひとときの中でEverdreaMのMisatoとHitomiが人気の声優・アーティストになるという夢を叶える為に頑張っていく、Make a dream come true! 夢を現実にする」をコンセプトに、様々なラジオ企画に挑戦するものである。

## 配信時間
ニコニコ生放送
2025年4月2日 - ：水曜 21:30頃 - 21:40頃（『鷲崎健のヨルナイト×ヨルナイト』〈ニコニコチャンネル「鷲崎健のヨナ×ヨナチャンネル」〉内にて配信。配信時間は前後する場合あり）
2023年7月4日 - 2025年3月28日：火・水曜 0:25頃 - 0:35頃（月・火曜深夜）、木・金曜 0:30頃 - 0:40頃（『ヨルナイト』の同時配信を行うニコニコチャンネル「鷲崎健のヨナ×ヨナチャンネル」にて配信）
2024年6月11日から8月30日まではニコニコサービスへの大規模なサイバー攻撃の影響によりニコニコ生放送での配信を休止し、期間中の同年6月25日から8月30日まではQloveRにて代替配信を実施。ニコニコ生放送で配信できなかった同年6月11日から21日までのアーカイブもQloveRにて同年6月24日20時より1週間限定で公開した。
超!A&G+
2023年7月4日 - 2025年3月28日：火・水曜 0:25頃 - 0:35頃（月・火曜深夜）、木・金曜 0:30頃 - 0:40頃（いずれも『ヨルナイト』内にて配信。配信時間は前後する場合あり）

## コーナー
ゆめ〜る
リスナーから寄せられたお便りを紹介するコーナー。
願え！Beyond Dimensions
EverdreaMのコンセプトである「Beyond Dimensions｜二次元と三次元を超越する」をテーマとして、リスナーから次元を超越して「二次元でしたいこと」を募集し、紹介するコーナー。
夢だから本音も言える！僕の私の『心の声』！
リスナーの「夢の中だから言える」という本音を紹介するコーナー。